# Noorderplantsoen

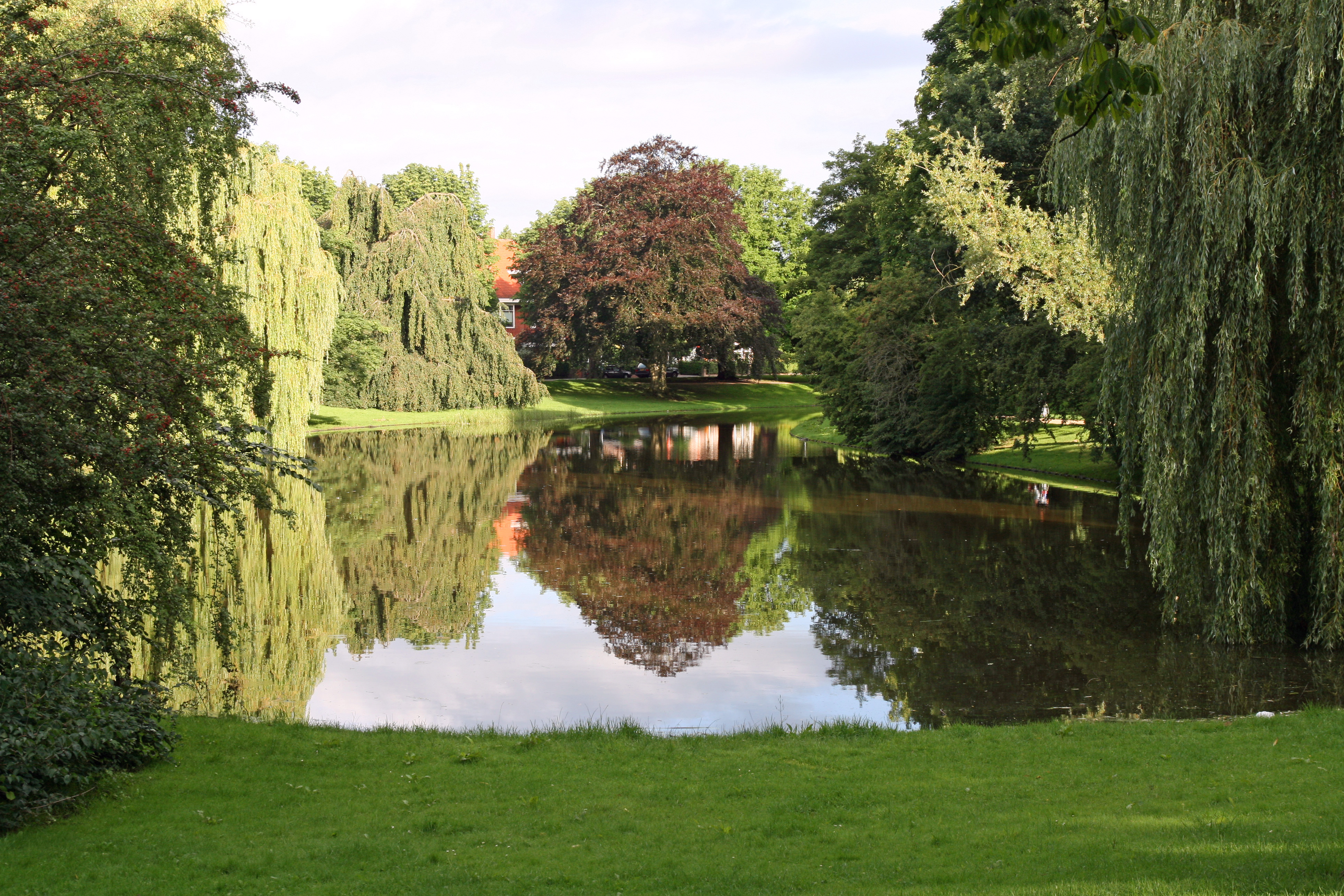
El Noorderplantsoen

El Noorderplantsoen és un parc al centre de la ciutat de Groningen (Països Baixos). Es troba al lloc on es van construir al segle xvii les muralles de defensa de la ciutat. El parc es va obrir el 1880. Els canals van ser substituïts per basses i on hi havia les muralles ara hi ha un parc d'estil anglès. El 1971 va ser designat com a Monument Nacional.
Fins a la dècada el 1990 el parc era travessat per una carretera amb molt transit, però en un referèndum el 1994 es va decidir que els vehicles motoritzats ja no hi tindrien accés. Cada any hi ha alguns esdeveniments, com el Noorderzon, un festival internacional de teatre, de balla i de música que dura 11 dies a finals d'agost. El primer dissabte de novembre es fa el Plantsoenloop, una cursa en la qual participen anualment de 2.500 a 3.000 persones.